# Yanbu

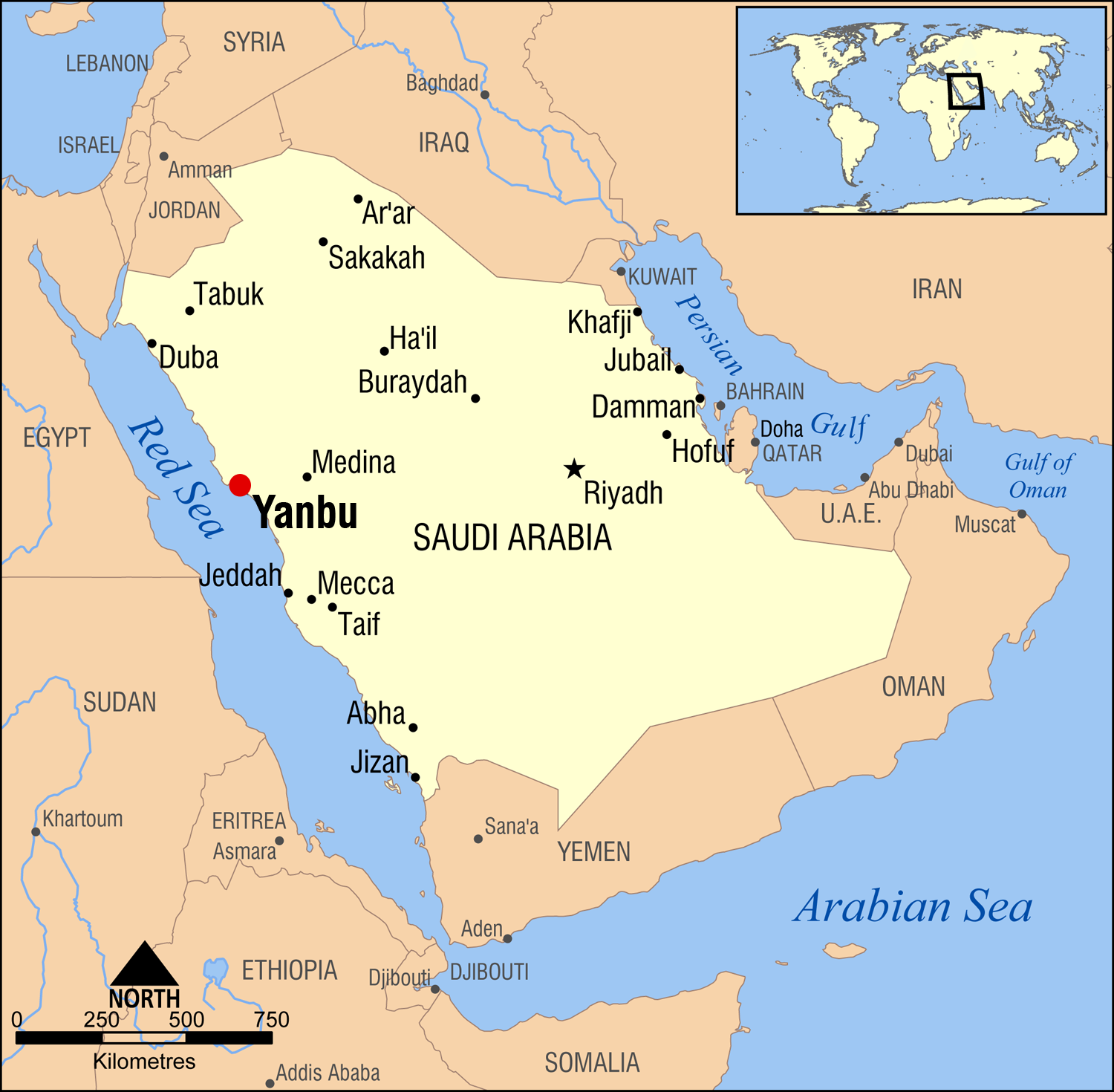
Lägeskarta.

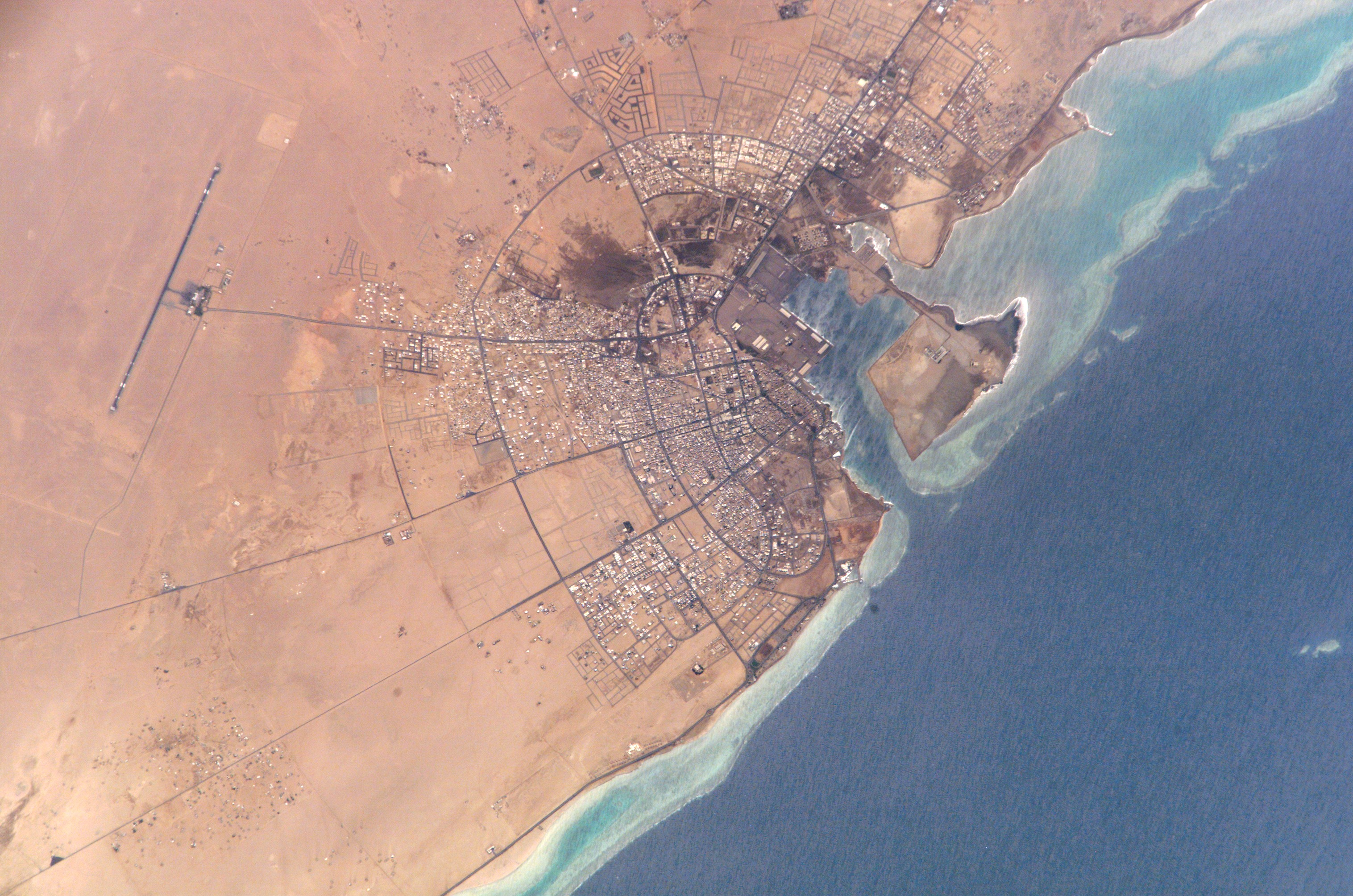
Satellitbild, 2002.

Yanbu (arabiska: ينبع), egentligen Yanbu al-Bahr, även Yanbo, Yambo eller Yenbu, är en hamnstad i provinsen Medina i västra Saudiarabien. Staden ligger vid Röda havet, 170 kilometer väster om Medina, och hade 233 236 invånare vid folkräkningen 2010. Stadens ekonomi baserades ursprungligen på pilgrimstrafik till Mecka och Medina samt export av jordbruksprodukter, särskilt dadlar, men efter att hamnen har byggts ut har staden tagit över mycket trafik från det närbelägna Jidda. Här finns betydande petrokemisk industri.